# Egotel australià
L'egotel australià (Aegotheles cristatus) és una espècie d'ocell de la família dels egotèlids (Aegothelidae). Viu a Austràlia i el sud de Nova Guinea.